# Xenos
Xenos is een Nederlandse winkelketen, gespecialiseerd in de verkoop van meer of minder exotische massagoederen. Xenos is opgericht te 's-Hertogenbosch in 1973 als onderdeel van de SHV groep na hun overname van De Gruyter in 1971. Xenos werd opgezet volgens een kruideniersformule en is in 1989 overgenomen door Blokker Holding. De eerste drie winkels werden in Eindhoven, Hoog Catharijne, Utrecht en Nieuwendijk, Amsterdam geopend.
Xenos is actief in de groot- en detailhandel van onder meer servies, glaswerk, kaarsen, meubilair, huishoudelijke artikelen en etenswaren.
De naam Xenos betekent in het Grieks "vreemdeling" of 'buitenlander' maar ook "gast".
Op het hoofdkantoor in Waalwijk werken circa 75 mensen. Hier is sinds 2000 ook een 40.000 m² groot distributiecentrum gevestigd. Het laden en lossen geschiedt half-automatisch met op afstand bestuurbare voertuigen. In 2014 is hier nog een hal van zo'n 50.000 m² bijgebouwd. Vijf- tot zesduizend producten werden toen vanuit het distributiecentrum verspreid over meer dan 300 filialen in zowel Nederland als Duitsland. In 2019 zijn dit 150 winkels verspreid over heel Nederland.

## Sanering
In 2018 werden de 63 Duitse filialen van Xenos door Blokker verkocht aan de Duitse discounter TEDi. De keten zou in Nederland in een afgeslankte vorm blijven voortbestaan. Tientallen winkels zijn onder leiding van CEO Linda Keijzer gesloten of opgeknapt. Sinds 2019 is Xenos onderdeel van de Nieuwgeluk Group. In 2019 heeft het bedrijf een aantal Big Bazar winkels overgenomen en verbouwd tot Xenos winkels. Het totaal aantal filialen bedroeg in dat jaar bijna 150. Het hoofdkantoor en distributiecentrum bleven in Waalwijk gevestigd. 